# Lederpflege

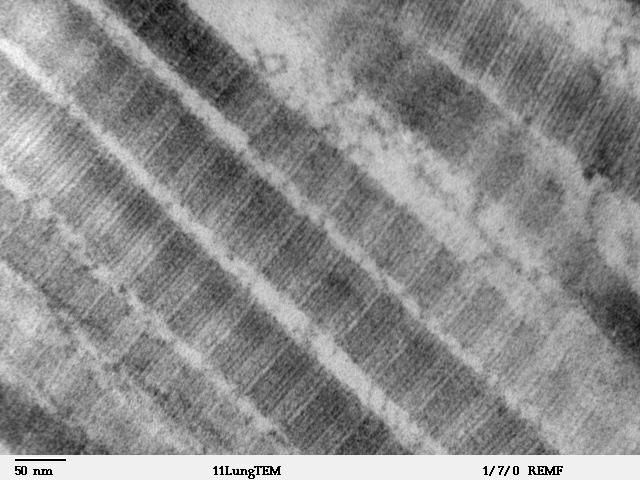
Elektronenmikroskopische Aufnahme von Kollagenfasern.

Die Lederpflege bezeichnet Verfahren zur Konservierung und Restaurierung von Leder.

## Unterteilung
Lederpflege kann nach unterschiedlichen Kriterien unterschieden werden. Zur Minderung von Verschmutzungen ist bei modernen Ledern oftmals eine Beschichtung aufgebracht (engl. Anti-Soiling-Additive ‚Anti-Verschmutzungs-Zusatzstoff‘).

### Nach der Herstellungsart
Die verschiedenen Glattleder wie z. B. zugerichtete Leder (oberflächenbeschichtet und -gefärbt, überwiegend geschlossenporig), Anilinleder (durchgefärbt, offenporig, ohne Zurichtung), werden nach einer Lederreinigung mit einem Lederpflegemittel behandelt. Vollleder und Spaltleder werden je nach ihrer Oberflächenbehandlung (Anilinleder oder zugerichtetes Leder) behandelt.
Zugerichtete Leder besitzen eine Oberflächenbeschichtung, welche die Poren des Leders teilweise oder ganz verschließt und so die Neigung zur Verschmutzung mindert (verbessertes Anschmutzverhalten) und auch die Wasserempfindlichkeit mindert. Durch die Oberflächenfärbung kann bei stärker abgenutzten Stellen die Farbe des darunterliegenden ungefärbten, gegerbten Leders hervortreten, was eine gelegentliche Farbauffrischung des Leders erfordert.
Anilinleder besitzen keine feste Oberflächenbeschichtung, weshalb ohne eine Versiegelung Flüssigkeiten teilweise einziehen können und zur Reinigung ausschließlich milde Reinigungsmittel verwendet werden. Eine teilweise Porenversiegelung wird mit Suspensionen hydrophober Polymere erreicht, die in das Leder einziehen können und spätere Verfärbungen mindern. Ohne eine Versiegelung bildet Anilinleder aufgrund der Offenporigkeit eine Patina. Durch eine Versiegelung patiniert Anilinleder langsamer.
Rauleder sind ebenfalls offenporig und werden nach der Reinigung zuerst mit einer Gummibürste oder einem Gummiblock aufgebürstet und anschließend imprägniert.
Patinaleder (z. B. bei Chesterfield-Sitzmöbeln) werden mit einer abreibbaren Wachsbeschichtung in einem dunkleren Farbton versehen und stellenweise wieder entfernt, woher auch die Bezeichnung Wischleder (engl. Rub-off-Leather) stammt. Diese Beschichtung ist empfindlich gegenüber organischen Lösungsmitteln wie Waschbenzin oder Spiritus.

### Nach der Gerbung
Chromgegerbtes, aldehydgegerbtes Leder, vegetabil gegerbtes Leder und fettgegerbtes Leder kann mit den gängigen Reinigungs- und Pflegeverfahren behandelt werden.
Bei Alaungegerbtem Leder ist das Gerbungsmittel nur in das Leder eingelagert, nicht kovalent verbunden, wodurch sich bei Wasserkontakt das Alaun wieder herauslöst und die Gerbung teilweise rückgängig gemacht wird.

### Nach dem Ursprung
Während Säugetierleder (z. B. vom Rind, Schaf, Ziege, Schwein, Hirsch, Pferd) und Vogelleder (z. B. Strauß) ähnliche strukturelle Eigenschaften besitzen und mit ähnlichen Mitteln behandelt werden, werden Reptilienleder (z. B. von Schlangen, Alligatoren, Krokodilen) und Fischleder (z. B. Lachs Nanaileder, Katzenhai Shagreen, Stechrochen Galuchat) meistens durch eine chemische Reinigung gereinigt. Im Anschluss an die Reinigung kann eine Imprägnierung erfolgen. Um die Oberflächenstrukturen bei diesen empfindlicheren Lederarten zu schonen, sollten Reinigungs- und Pflegemittel nur aufgetupft und nicht aufgerieben werden.

### Nach der Verwendung
Bei der Pflege von Schuhen und Koffern aus Leder ist oftmals ein Oberflächenglanz durch Politur erwünscht, weshalb meistens Schuhcremes verwendet werden, die feste, polierbare Wachse enthalten. Bei Kleidung aus Leder erfolgt nach einer chemischen Reinigung meistens eine Behandlung mit Lederfett oder eine Imprägnierung. Möbelleder, Automobilleder, Taschen, Gürtel, Geldbörsen, Reitsättel und lederne Bucheinbände werden nach einer Reinigung mit milden Reinigungsmitteln zuletzt mit Lederfett gepflegt. Nach einer Einwirkzeit (von 10 min. bis mehrere Tage) des Lederpflegemittels wird überschüssiges Lederpflegemittel entfernt, um Flecken auf Textilien oder Papier zu vermeiden.

## Lederschäden

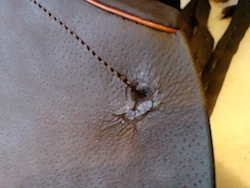
Lederschäden durch Feuchtigkeit und mechanische Belastung an einem Nagelloch in einem Sattel

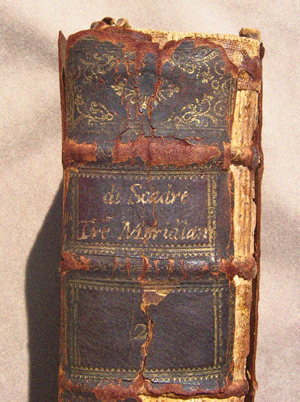
Roter Zerfall, Bruchschäden und Abrieb an einem Buchrücken

Leder besteht als gegerbter Tierhaut größtenteils aus quervernetzten Kollagenfasern. Diese Proteinfasern sollen im Zuge einer Lederpflege vor Umwelteinflüssen wie Schmutz, Nässe und Abrieb geschützt werden. Die häufigsten Zersetzungen an Ledern sind Hydrolysen, Oxidationen, Schimmelpilzbefall, UV-Licht, Fettfraß durch Fettsäuren, Roter Zerfall (durch Schwefeldioxidbindung entsteht mit Luftfeuchtigkeit Schweflige Säure, die eine Hydrolyse des Kollagens katalysiert), Abrieb und Knick- und Dehnungsbrüche. Daneben können verschiedene Arten der Speckkäfer zu Fraßschäden führen.
Ein Wasserkontakt führt aufgrund seiner Polarität zu einer starken Hydratation und einer Schwellung des Leders. Beim Trocknen schrumpft das Leder, wodurch sich die Kollagenfasern umlagern und das Leder härter wird. Daher werden Leder nach Wasserkontakt gewalkt, um die Geschmeidigkeit teilweise wiederherzustellen. Bei ungepflegten farbigen Ledern kann ein Wasserkontakt zu einer lokalen Diffusion des Farbstoffs führen, was in Wasserflecken resultieren kann, die nur durch Nachfärben entfernt werden können.

## Lederpflegemittel
Lederpflegemittel erfüllen verschiedene Funktionen
- Hydrophobierung
- Oxidationsschutz
- Schutz vor UV-Licht
- Geschmeidigkeit und Elastizität (Rückfettung)
- Geruchsänderung
- Farberhaltung
- Schmutzabweisung

Typische Lederpflegemittel sind z. B. Schuhcreme, Lederfett, Lederöle oder Leder-Pflegemilch (Emulsionen mit Emulgatoren). Diese basieren meistens auf Paraffinen (ähnlich Vaseline, jedoch fester) mit weiteren Zusätzen. Eine Beschichtung des Leders mit Lederpflegemitteln mindert den Kontakt mit Sauerstoff und Wasser und somit die Oxidation und die Hydrolyse des Leders. Lederpflegemittel auf der Basis von Fetten biologischen Ursprungs werden ebenso angeboten. Diese Fette können ranzig werden und langfristig zum Fettfraß führen. Weiterhin enthalten Lederpflegemittel gelegentlich Paraffin-lösliche Stoffe zur Minderung der Oxidation und zum Schutz vor UV-Licht, z. B. Propylgallat, Tocopherol oder O-Phenylendiamin. Daneben werden oftmals Duftstoffe zugesetzt und bei farbigen Lederpflegemitteln noch Pigmente. Bei farbigen Ledern wird aufgrund der mit der Zeit verdunkelnden Patinierung des Leders meist ein Farbton des Pflegemittels gewählt, der geringfügig heller als der Farbton des Leders ist.

### Schuhcremes
Schuhcremes, Schuhwachse und Pomaden enthalten zusätzlich zu Paraffinen noch Wachse für einen höheren Glanz nach einer Politur und eine höhere Abriebfestigkeit. Seit den 1990er Jahren werden auf zunehmenden Kundenwunsch auch Bienenwachs oder Carnaubawachs zugesetzt. Die natürlichen Wachse besitzen eine geringere Festigkeit als Hartwachse und führen zu einer erhöhten Haftreibung und somit zu einem erhöhten Stick-Slip-Effekt und zu einem stärkeren Knarzen bei einer Reibung von Lederflächen aneinander.

### Lederfette
Lederfette sind oftmals weniger viskos als Schuhcreme, um tiefer in das Leder einziehen zu können und eine weichere Haptik zu erzeugen.

### Imprägniermittel
Ein Imprägnierungsmittel besteht meistens aus Paraffin mit Lösungsmitteln, das in Aerosolen verwendet wird. Daneben existieren auch Imprägnierungsmittel auf Basis von Silikonöl (Silikonsprays) und Fluorkohlenwasserstoffen (Teflonsprays).

## Lederreinigung
Vor einer Lederpflege erfolgt meistens eine Lederreinigung, um ein Einarbeiten von Schmutz in das Leder bei der Lederpflege zu vermeiden. Die schonendsten Lederreinigungsverfahren sind das PER-Verfahren (mit Perchlorethylen) und das KWL-Verfahren (mit Kohlenwasserstoff-Lösungsmitteln), welche aufgrund des technischen Aufwands zur Rückgewinnung der eingesetzten organischen Lösungsmittel von professionellen Reinigungsbetrieben angeboten werden. Durch die Verwendung von organischen Lösungsmitteln können Kunststoffanteile in einem Leder-Kunststoff-Verbundmaterial angegriffen werden. Daher wird die Materialechtheit an unauffälliger Stelle überprüft, indem das Lösungsmittel an einer innenliegenden (nicht direkt sichtbaren) Stelle des Kunststoffanteils aufgetropft und nach etwa einer Minute abgewischt und begutachtet wird. Die unpolaren organischen Lösungsmittel (KWL und PER) werden bei der Lederreinigung verwendet, da im Vergleich zu wässrigen Lösungsmitteln nur wenig Quellen und Schrumpfen des Leders auftritt und die von der Haut des Benutzers stammenden Fette wieder extrahiert werden.
Für den Heimgebrauch werden Leder zuerst mit einer weichen Bürste von anhaftendem Schmutz und Staub befreit. Mit einem mit wenig Wasser befeuchteten Wischlappen können wasserlösliche Bestandteile wie Salze und andere polare Stoffe (Erde, Nahrungsmittel) entfernt werden. Anschließend erfolgt eine Lederreinigung mit einem Wasser-basierten Reinigungsmittel. Als wässrige Lederreinigungsmittel werden meist milde Tenside wie langkettige Fettalkohole (z. B. Cetylalkohol oder Stearylalkohol) oder nichtionische Tenside eingesetzt, bei unempfindlicheren und nicht im sauren pH-Bereich gegerbten Ledern auch Sattelseife. Ein Durchnässen des Leders ist bei einer Lederreinigung wegen des Quellens und Schrumpfens zu vermeiden. Anschließend werden mit einem mit wenig Wasser befeuchteten Lappen die Reinigungsmittel entfernt, damit sie sich nicht im Leder anreichern. Dadurch erhält sich langfristig ein besseres Anschmutzverhalten des Leders, da Verschmutzungen in Anwesenheit von Tensiden leichter in das Leder einziehen können. Kurzkettige Alkohole wie Ethanol können vor allem in höheren Konzentrationen (z. B. Spiritus) die Proteine im Leder denaturieren, was bei Ledern ohne Zurichtung (z. B. Anilinleder, Rauleder) die Oberfläche beschädigen kann.